# Martina Baleva
Martina Baleva (* 1972 in Sofia, Bulgarien) ist eine Kunsthistorikerin.

## Akademischer Werdegang
Von 1997 bis 2004 studierte sie an der Freien Universität Berlin Kunstgeschichte, Ost- und Südosteuropäische Geschichte und Klassische Archäologie. An der Friedrich-Alexander-Universität Erlangen-Nürnberg promovierte sie 2010 mit der Arbeit zu Kunst und Nationalismus auf dem Balkan im 19. Jahrhundert. Von 2002 bis 2004 war sie wissenschaftliche Hilfskraft am Lehrstuhl von Werner Busch am Kunsthistorischen Institut der FU Berlin und zwischen 2006 und 2008 wissenschaftliche Mitarbeiterin am Osteuropa-Institut.
Am Geisteswissenschaftlichen Zentrums Geschichte und Kultur Ostmitteleuropas in Leipzig war Baleva von 2009 bis 2010 wissenschaftliche Mitarbeiterin beim Forschungsprojekt „Erinnerungskulturen“. Auch war sie wissenschaftliche Mitarbeiterin in der interdisziplinären Arbeitsgruppe „Bildkulturen“ der Berlin-Brandenburgische Akademie der Wissenschaften von 2010 bis 2011.
Zwischen 2012 und 2017 war Baleva FAG Stiftungs-Assistenzprofessorin für Kulturelle Topographien Osteuropas im 19. und 20. Jahrhundert am Kompetenzzentrum Kulturelle Topographien der Universität Basel. Von 2019 bis 2024 lehrte sie an der Universität Innsbruck.

## Inhaltliche Schwerpunkte
Sie beschäftigt sich innerhalb ihrer Forschung der Neuesten Kunstgeschichte mit folgenden Themen:
- Kunst- und Bildgeschichte mit Schwerpunkt auf das östliche Europa und dem Nahen Osten
- Visuelle Geschichte als Verflechtungsgeschichte
- Fotografiegeschichte mit Schwerpunkt auf das östliche Europa und dem Nahen Osten
- Balkanismus, Kolonialismus und Postkoloniale Theorien
- Geschichte visueller Massenmedien
- Geschichts- und Erinnerungskulturen im östlichen Europa[3]

## Publikationen

### Bücher
- mit Ulf Brunnbauer (Hrsg.): Батак като място на паметта. Batak – ein bulgarischer Erinnerungsort. IZTOK-ZAPAD, Sofia 2007.
- Bulgarien im Bild. Die Erfindung von Nationen auf dem Balkan in der Kunst des 19. Jahrhunderts. Böhlau Verlag, Wien/Köln/Weimar 2012, ISBN  978-3412206871.
- mit Ingeborg Reichle, Oliver Lerone Schultz (Hrsg.): IMAGE MATCH. Visueller Transfer, „Imagescapes“ und Intervisualität in globalen Bildkulturen. Wilhelm Fink Verlag, München 2012, ISBN 978-3-7705-5165-1.
- mit Boris Previšić (Hrsg.): „Den Balkan gibt es nicht“. Erbschaften im südöstlichen Europa. Böhlau Verlag, Wien/Köln/Weimar 2016, ISBN 978-3-412-22531-5.
- Von Basel nach Bursa und zurück. Die Geschichte eines Fotoalbums von Sébah & Joaillier. Böhlau Verlag, Wien/Köln/Weimar 2017, ISBN 978-3-412-50962-0.
- mit Ulrich Blanché (Hrsg.): Im Lustgarten zwischen Natur und Kunst. edition metzel, München 2022, ISBN 978-3-88960-224-4.

### Aufsätze in Sammelbänden
- Ein Parcours durch den Lustgarten. In: Martina Baleva & Ulrich Blanché (Hrsg.): Im Lustgarten zwischen Natur und Kunst. edition metzel, München 2022, S. 15–20.
- Geschichtete Sichtbarkeiten. Trendsetter und Kleidercodes in Porträtfotografien vom osmanischen Balkan. In: Thomas Grob, Anna Hodel, Jan Miluska (Hrsg.): Geschichtete Identitäten. (Post-)Imperiales Erzählen und Identitätsbildung im östlichen Europa. Böhlau Verlag, Wien/Köln/Weimar 2021, ISBN 978-3-412-50978-1, S. 71–98.
- West-Eastern Harem. The History of Photography as History of Entanglement from Arago to Anis al-Dowleh. In: Paul Mellenthin, Olga Osadtschy (Ed.): Exposure Time. Photographs from the Collection Ruth and Peter Herzog. Kunstmuseum Basel, Christoph Merian Verlag, Ausst.Kat. 2020, ISBN 978-3856169350, S. 314–325.
- West-östlicher Harem. Fotografiegeschichte als Verflechtungsgeschichte von Arago bis Anis al-Dowleh. In: Paul Mellenthin, Olga Osadtschy (Hrsg.): Belichtungszeit. Fotografien aus der Sammlung Ruth und Peter Herzog. Kunstmuseum Basel, Christoph Merian Verlag, Ausst.Kat. 2020, ISBN 978-3-85616-903-9, S. 314–325.
- The Heroic Lens. Portrait Photography of Insurgents in Nineteenth Century Ottoman Balkans – Types and Uses. In: Staci Scheiwiller, Markus Ritter (Ed.): The Indigenous Lens. Early Photography in the Near and Middle East (= Studies in Theory and History of Photography 8). Walter de Gruyter, Berlin/München/Boston 2018, ISBN 9783110491357, S. 237–256.